# Archiephestia adpiscinella
Archiephestia adpiscinella är en fjärilsart som beskrevs av Pierre Chrétien 1911. Archiephestia adpiscinella ingår i släktet Archiephestia och familjen mott. Inga underarter finns listade i Catalogue of Life.